# خوسيه يوريبا
خوسيه يوريبا (بالإنجليزية: José Uribe)‏ هو لاعب كرة قاعدة دومينيكاوي، ولد في 21 يناير 1959 في سان كريستوبال في جمهورية الدومينيكان، وتوفي في 8 ديسمبر 2006 في سانتو دومينغو في جمهورية الدومينيكان بسبب حادث مرور.

## وصلات خارجية
- خوسيه يوريبا على موقع دوري كرة القاعدة الرئيسي (الإنجليزية)
- خوسيه يوريبا على موقعبيزبول رفرنس.كوم (الدوري الرئيسي) (الإنجليزية)
- خوسيه يوريبا على موقعبيزبول رفرنس.كوم (الدوري الثانوي) (الإنجليزية)
- خوسيه يوريبا على موقع إي إس بي إن.كوم (أم.أل.بي) (الإنجليزية)
- خوسيه يوريبا على موقع مشجعي الرسوم البيانية (الإنجليزية)